# Judith Basin County
Judith Basin County is een county in de Amerikaanse staat Montana.
De county heeft een landoppervlakte van 4.843 km² en telt 2.329 inwoners (volkstelling 2000). De hoofdplaats is Stanford.